# Neuropathology and Applied Neurobiology
Neuropathology and Applied Neurobiology, abgekürzt Neuropathol. Appl. Neurobiol., ist eine wissenschaftliche Fachzeitschrift, die vom Wiley-Blackwell-Verlag im Auftrag der British Neuropathological Society veröffentlicht wird. Sie erscheint mit sechs Ausgaben im Jahr. Es werden Arbeiten veröffentlicht, die sich mit Neuropathologie und Muskelerkrankungen beschäftigen.
Der Impact Factor lag im Jahr 2014 bei 3,927. Nach der Statistik des ISI Web of Knowledge wird das Journal mit diesem Impact Factor in der Kategorie Pathologie an zehnter Stelle von 75 Zeitschriften, in der Kategorie klinische Neurologie an 33. Stelle von 192 Zeitschriften und in der Kategorie Neurowissenschaften an 68. Stelle von 252 Zeitschriften geführt.
Editor-in-Chief ist Tom Jacques, London.